# روبرت فيرتانن
روبرت فيرتانن (بالفنلندية: Lauri Virtanen)‏ هو عداء مسافات متوسطة فنلندي، ولد في 3 أغسطس 1904 في Uskela ‏ في فنلندا، وتوفي في 8 فبراير 1982 في توركو في فنلندا.

## وصلات خارجية
- روبرت فيرتانن على موقع الاتحاد الدولي لألعاب القوى (الإنجليزية)
- روبرت فيرتانن على موقع اللجنة الأولمبية الدولية (الإنجليزية)
- روبرت فيرتانن على موقع أوليمبيديا (الإنجليزية)